# Englehart
Englehart är en ort i Kanada.   Den ligger i provinsen Ontario, i den sydöstra delen av landet, 400 km nordväst om huvudstaden Ottawa. Englehart ligger 201 meter över havet och antalet invånare är 1 685.
Terrängen runt Englehart är huvudsakligen platt. Englehart ligger nere i en dal. Runt Englehart är det glesbefolkat, med 13 invånare per kvadratkilometer.. Englehart är det största samhället i trakten. 
Omgivningarna runt Englehart är en mosaik av jordbruksmark och naturlig växtlighet.